# Imanuel Humm
Imanuel Humm (* 1966 in Zürich) ist ein Schweizer Schauspieler.

## Leben
Imanuel Humm wurde als jüngstes Kind des Bühnenbildners und Malers Ambrosius Humm (1924–2018, Sohn von Rudolf Jakob Humm) und der Künstlerin und Malerin Regula Humm-Rellstab geboren. Er hat drei ältere Geschwister (eine Schwester, zwei Brüder). Sein Neffe ist der Opernsänger Äneas Humm.
Humm absolvierte seine Schauspielausbildung von 1988 bis 1992 an der Schauspielakademie Zürich, heute Zürcher Hochschule der Künste. Nach seinem Abschluss war er am Staatstheater Hannover und am Schauspielhaus Zürich engagiert.
Seit 1996 ist Imanuel Humm ohne Unterbrechung festes Ensemblemitglied am Theater Kiel. Zu seinen Bühnenrollen gehörten u. a. Präsident von Walter in «Kabale und Liebe» (Spielzeit 2009/10, Regie: Dariusch Yazdkhasti), Valmont in «Gefährliche Liebschaften» (Spielzeit 2011/12, Regie: Dariusch Yazdkhasti), Graf Leicester in «Maria Stuart» (Spielzeit 2012/13, Regie: Dariusch Yazdkhasti), Direktor Hassenreuter in «Die Ratten» (2014, Regie: Ulrich Hüni), Jago in «Othello» (2012–2015, Regie: Daniel Karasek), Puntila in «Herr Puntila und sein Knecht Matti» (Spielzeit 2014/15, Regie: Volker Schmalöer), Leontes in «Ein Wintermärchen» (Spielzeit 2016/17, Regie: Daniel Karasek) und Neville im Komödienklassiker «Schöne Bescherungen» von Alan Ayckbourn (2015–2018, Regie: Daniel Karasek). In der Spielzeit 2017/18 verkörperte er an der Seite von Zacharias Preen als Martin Luther die historische Figur des Malers Lucas Cranach in dem anlässlich des 500. Reformationsjubiläums verfassten Theaterstück «Luther» von Feridun Zaimoglu. Humm übernahm am Theater Kiel auch einige Musicalrollen, so den Conferencier in «Cabaret» (2012–2014) und Frank N`Furter in «The Rocky Horror Show» (2013–2016).
Humm stand in mehreren Film- und Fernsehproduktionen vor der Kamera. Im Schweizer «Tatort: Hanglage mit Aussicht» spielte er 2012 den Anwalt Louis Kälin, den Geschäftspartner des Verstorbenen.
Im ab Ende November 2014 gedrehten und im September 2015 erstausgestrahlten Schweizer Fernsehfilm «Verdacht» verkörperte Humm die männliche Hauptrolle, den 45-jährigen unkonventionellen Kunst- und Zeichnungslehrer Max, der mit dem Vorwurf des sexuellen Missbrauch an einer Schülerin konfrontiert wird. Für seine Rolle erhielt er den Schweizer Fernsehfilmpreis 2016 als „Bester männlicher Hauptdarsteller“.
Im Deutschen Fernsehen war er in verschiedenen Fernsehserien zu sehen. In der ARD-Serie «Großstadtrevier» spielte er 2017 in einer Episodenrolle den Journalisten Ulli Kopke. In der ZDF-Serie «Notruf Hafenkante» verkörperte er 2018 in einer Episodenhauptrolle den Streetworker und Familienhelfer Harald Ihlenburg, der versucht, Jugendliche zu unterstützen, aber an seiner Arbeit zu scheitern droht.
Humm lebt in Kiel.

## Filmografie (Auswahl)
- 1994: Fascht e Familie: Entführen geht über studieren (Fernsehserie, eine Folge)
- 1994: Tschäss (Kinofilm)
- 1998: Der Eisbär (Kinofilm)
- 1999: Die Strandclique: Die große Liebe (Fernsehserie, eine Folge)
- 2001: Studers erster Fall (Fernsehfilm)
- 2002: Ernstfall in Havanna (Kinofilm)
- 2006: Alles bleibt anders (Fernsehfilm)
- 2012: Tatort: Hanglage mit Aussicht (Fernsehreihe)
- 2015: Der Bestatter: Schöner Schein (Fernsehserie, eine Folge)
- 2015: Verdacht (Fernsehfilm)
- 2017: Großstadtrevier: Eine Dame verschwindet (Fernsehserie, eine Folge)
- 2018: Notruf Hafenkante: Der Superheld (Fernsehserie, eine Folge)
- 2022: Tatort: Schattenkinder